# Харли Квинн (мультсериал)
«Ха́рли Квинн» (англ. Harley Quinn) — американский анимационный супергеройский веб-сериал для взрослой аудитории в жанре чёрной комедии об одноимённом персонаже DC Comics, созданном Полом Дини и Брюсом Тиммом. Джастин Халперн, Патрик Шумакер и Дин Лори выступают сценаристами и исполнительными продюсерами. Сериал рассказывает о злоключениях Харли Квинн после её расставания с Джокером. Премьера мультсериала состоялась 29 ноября 2019 года на стриминговом сервисе DC Universe, после чего он получил положительные отзывы от критиков за анимацию, юмор, тёмный тон, озвучку и показ протагонистки.
Второй сезон сериала вышел 3 апреля 2020 года. 18 сентября 2020 года сериал был официально продлён на третий сезон, премьера которого состоялась 28 июля 2022 года на HBO Max. В августе 2022 года было объявлено о начале работы над четвёртым сезоном, премьера которого состоялась 27 июля 2023 года. Пятый сезон начался 16 января 2025 года.
18 июля 2024 состоялась премьера мультсериала спин-оффа «Кайтмен: Чёрт возьми, да!» про Кайтмена и его новую девушку Золотой Глайдер.

## Сюжет
Сериал рассказывает о жизни Харли Квинн после того, как она расстаётся с Джокером поняв, что он её не любит. Первый сезон рассказывает о попытках Харли проявить себя как полноценную злодейку, попытке присоединиться к Легиону Смерти и формировании её собственной команды в составе Ядовитого Плюща, Глиноликого, Доктора Психо, Короля Акул и Сая Боргмана. Однако когда ей наконец удаётся достичь поставленной цели, Харли непреднамеренно отдаляется от своих новых друзей и продолжает обретать проблемы с Джокером, которому не нравится, что Харли стала успешной суперзлодейкой без него. В финале первого сезона Джокер захватывает Готэм-Сити, но Харли со своей командой его побеждают. В финальном акте он уничтожает город, что приводит к предполагаемым смертям его самого и Бэтмена.
Во втором сезоне Готэм погружается в хаос, что позволяет новообразованной Лиге несправедливости в составе Пингвина, Загадочника, Мистера Фриза, Двуликого и Бейна разделить власть в городе между собой. Отказавшись присоединяться к ним, Харли с помощью своей банды решает самостоятельно захватить власть, убивая каждого злодея поочерёдно, и в процессе непреднамеренно сподвигает Барбару Гордон стать Бэтгёрл. Тем временем выясняется, что Джокер и Бэтмен на самом деле выжили; первый смог исцелиться от безумия и не помнит ничего о своей прошлой жизни, в то время как последний назначает Бэтгёрл своим преемником на то время, пока он восстанавливается от полученных травм. После исчезновения Лиги несправедливости комиссар Гордон восстанавливает порядок в Готэме, в то время как Харли понимает, что испытывает симпатию к Айви. Параллельно с этим, Доктор Психо покидает команду и нападает на Готэм с армией Парадемонов, которую он одолжил у Дарксайда, с целью отомстить Харли за то, что та его недооценивала. Чтобы его остановить, Харли объединяется с Лигой справедливости, Гордоном и Джокером; в процессе к последнему возвращаются воспоминания о его прежней жизни. Хотя в конце концов героям удаётся одолеть Психо, он мстит им, заставляя всех узнать, что Харли и Айви занимались сексом накануне свадьбы последней с Кайтменом. Пока Айви и Кайтмен стараются поддерживать отношения, Гордон, раздражённый тем, что его обделили вниманием как спасителя Готэма, решает сорвать их свадьбу. Посреди хаоса Кайтмен понимает, что Айви его не любит, и расстаётся с ней. Айви принимает свои чувства к Харли, когда они вместе уезжают от полиции.
История продолжается в мини-серии комиксов «The Eat Bang Kill Tour» (с англ. — «Турне „Ешь, трахайся, убивай“»), события которой разворачиваются между вторым и третьим сезонами. Харли и Айви отправляются в путешествие по стране, будучи в бегах от Гордона, который стал одержим целью их поимки, вне зависимости от того, как много людей пострадает на его пути, в то время как Бэтмен и Бэтгёрл пытаются предотвратить нанесение им (Гордоном) большего ущерба.

## Роли озвучивали

### Главные роли
- Кейли Куоко — Харли Квинн[9]; Ккайли Криптонит
- Лейк Белл — Ядовитый Плющ[9]; Шерил; Барбара Кин; Бритни Байоник

### Роли второго плана
- Алан Тьюдик — Джокер; Глиноликий; Календарный человек; Доктор Трэп; Король приправ[9][10]; Светлячок
- Рон Фанчес — Король Акул[9]
- Тони Хейл — Доктор Психо[англ.][9][11]; Феликс Фауст[англ.][12]
- Джейсон Александер — Сай Боргман[9][10]
- Джей Би Смув — Фрэнк-растение[9][10]
- Мэтт Оберг[англ.] — Воздушный змей[англ.]; Убийца Крок; КГБист[10][12]
- Дидрих Бадер — Брюс Уэйн / Бэтмен[13]; Томас Уэйн; Горилла Гродд
- Кристофер Мелони — комиссар Джеймс Гордон[9][10]
- Джейкоб Трамбле — Дэмиен Уэйн / Робин[14]
- Бриана Куоко — Барбара Гордон / Бэтгёрл[12]
- Том Холландер — Альфред Пенниуорт; Профессор Пиг, Игрушечник
- Харви Гильен[англ.] — Дик Грейсон / Найтвинг

### Периодические появления
| - Джим Раш — Загадочник; мэр Готэма; Металло; Джор-Эл; мистер Айсли; Неприметный человек - Джеймс Адомиан — Бейн; Чэз; Крысолов; Король Часов; Снежное Пламя - Энди Дэйли — Харви Дент / Двуликий; президент; Мистер Миракл; Дэррил Браун - Рахул Коли — Пугало - Джанкарло Эспозито — Лекс Лютор - Ванда Сайкс — Королева Сказок - Ванесса Маршалл — Чудо-женщина; Гиганта - Тиша Кэмпбелл — Тоуни Янг; Аманда Уоллер; М.О.Н.И.К.А. - Джеймс Уок — Кларк Кент / Супермен - Фил ЛаМарр — Джейсон Праксис; Чёрная Манта; Люциус Фокс; Самсон; Бог Акул | - Сэна Латан — Селина Кайл / Женщина кошка - Майкл Айронсайд — Дарксайд - Рейчел Дрэтч — Нора Фриз; царица Ипполита - Мэри Холланд — Дженнифер; Табита - Алин Эласмар — Талия аль Гул; Девора Маклевэйт; Лайввайр - Эди Паттерсон — Вероника Кейл - Пол В. Даунс — Джоны - Бен Левин — Капитан Холод - Джинни Тирадо — Вулкана - Керри Кнуппе — Терра - Вико Ортис — Тефе Холланд |

### Гостевые появления
| - Уэйн Найт — Освальд Кобблпот / Пингвин - Николь Салливан — миссис Кобблпот - Шон Джамброун — Джошуа Кобблпот - Хоуи Мэндел в роли самого себя - Уилл Сассо — Макси Зевс - Натали Моралес — Лоис Лейн - Реа Перлман — Голда - Сьюзи Накамура — риелтор - Фрэнки Муниз в роли самого себя - Том Кенни — рука Глиноликого - Марк Уиттен — Герман Циско - Крис Диамантопулос — Аквамен - Чарли Эдлер — Ник Квинзель - Сьюзи Эссман — Шэрон Квинзель - Рори Сковел — Гас - Альфред Молина — Мистер Фриз - Брэд Моррис — Виктор Зас | - Джордж Лопес в роли самого себя - Джессика Уолтер — Добрая Бабуля; Венди Браун - Джамила Джамил — Эрис - Жустина Мачадо — Беттани (2 сезон) - Скотт Портер — Флэш - Джона Платт — Глиноликий (вокал) - Кэри Уолгрен — Пластик; Елизавета II - Джеймс Ганн в роли самого себя - Билли Боб Торнтон в роли самого себя - Кэти Ан — Золотой Глайдер - Сэм Ричардсон — Болотная тварь - Мэтт Райан — Джон Константин - Ларри Оуэнс — Музыкальный Мастер - Кризия Байос — Беттани (3 сезон) - Эми Седарис — Дебби Ширли | - Джеймс Корлето — Бенисио - Сэмми Краун-Лампа — София - Гриффин Ньюман — Безумный Шляпник - Гари Энтони Уильямс — Принц Акула - Джош Хелман — Капитан Бумеранг - Джон Стэймос — Демон Этриган - Кейси Уилсон — Бетти - Тайлер Джеймс Уильямс — Человек-ястреб - Квинта Брансон — Девушка-ястреб - Лейла Берч — Чародейка - Джанет Варни — Мера - Бретт Голдстин в роли самого себя - Эрик Бауза — Старро - Кит Фергюсон — Степной Волк - Лэйси Шабер — Супергёрл - Рэйн Валдез — Алисия - Заша Мэмет — Нейтири |

## Эпизоды
| Сезон              | Серии              | Серии              | Даты показа    | Даты показа      | Даты показа |
| Сезон              | Серии              | Серии              | Первая серия   | Последняя серия  | Канал       |
| ------------------ | ------------------ | ------------------ | -------------- | ---------------- | ----------- |
| 1                  | 13                 | 13                 | 29 ноября 2019 | 21 февраля 2020  | DC Universe |
| 2                  | 13                 | 13                 | 3 апреля 2020  | 26 июня 2020     | DC Universe |
| 3                  | 10                 | 10                 | 28 июля 2022   | 15 сентября 2022 | HBO Max     |
| Специальный выпуск | Специальный выпуск | Специальный выпуск | 9 февраля 2023 | 9 февраля 2023   | HBO Max     |
| 4                  | 10                 | 10                 | 27 июля 2023   | 14 сентября 2023 | Max         |
| 5                  | 10                 | 10                 | 16 января 2025 | 20 марта 2025    | Max         |

## Создание

### Разработка
20 ноября 2017 года на тот момент безымянный стриминговый сервис DC Universe заказал 26 эпизодов «Харли Квинн», анимационного комедийного сериала для взрослых от шоураннеров и сценаристов Джастина Халперна, Патрика Шумакера и Дина Лори. В числе исполнительных продюсеров значатся Халперн, Шумакер, Лори и Сэм Реджистер, а продюсером стала Дженнифер Койл. Производством занялись студии Ehsugadee Productions и Warner Bros. Animation. Первый сезон состоит из 13 эпизодов, что является частью первоначального 26-серийного заказа.
В июне 2018 года стало известно, что премьера мультсериала состоится в 2019 году. В октябре релиз был предварительно назначен на октябрь 2019 года. Также было объявлено, что Кейли Куоко стала исполнительным продюсером сериала посредством своей продюсерской компании Yes, Norman Productions.
После завершения первого сезона стало известно, что второй сезон, также состоящий из 13 эпизодов, уже произведён.
18 сентября 2020 года стало известно, что сериал продлён на третий сезон, и что он переезжает на HBO Max из-за реорганизации стримингового сервиса DC Universe. В феврале 2021 года Шумакер объявил, что работа над озвучкой третьего сезона уже началась.
В июне 2021 года было объявлено, что по требованию DC из третьего сезона была удалена сцена орального секса Женщины-кошки и Бэтмена.
Шумакер сказал, что работа над третьим сезоном была намного сложнее, но тем не менее, было намного проще производить не два сезона сразу. В интервью «Entertainment Weekly» Халперн отметил, что третий сезон раскроет тему реакции Харли на её отношения с Айви и в то же время сосредоточится на предыстории Айви. Шумакер сказал, что были наняты сценаристы из ЛГБТ-сообщества, поскольку это позволит разнообразить рабочий состав для третьего сезона. Шумакер также рассказал, что Дин Лори не вернётся в качестве шоураннера для третьего сезона и будет заменён на новых сошоураннеров Крисси Пьетрош и Джессику Голдштейн, которые будут работать с ним и Халперном. Композитор Джефферсон Фридман объявил, что планируется музыкальный эпизод, а также сказал, что он хочет освежить музыку и с её помощью показать каждого персонажа как личность. Давая интервью изданию «Deadline Hollywood», Шумакер обозначил, что хотел, чтобы третий сезон начался со сцены, в которой «граждане Готэма в Zoom унижают полицию за некомпетентность».
Во время DC FanDome в 2021 году Харли, Король Акул и Кайтмен показали несколько аниматиков для третьего сезона и заявили, что премьера состоится на HBO Max «где-то в 2022 году».
9 августа было объявлено, что четвёртый сезон находится в разработке. 31 августа HBO Max официально продлил мультсериал на четвёртый сезон, а Сара Питерс стала исполнительным продюсером и шоураннером, в то время как Халперн и Шумакер будут заниматься «Баром Нунана».

### Подбор актёров
После объявления о заказе сериала появилась информация, что продюсеры хотели пригласить на роль Харли Квинн Марго Робби, которая играет этого персонажа в фильмах Расширенной вселенной DC, но эта новость оказалась ненастоящей. После релиза первого сезона в одном из интервью Халперн сказал, что Робби была в курсе ситуации, но не была заинтересована в исполнении роли из-за занятости работой над фильмом «Хищные птицы». Среди других персонажей, которых планировалось представить в сериале, были Джокер, Ядовитый Плющ, Сай Боргман, Доктор Психо, Марис Вундабар, Король Акул и Глиноликий.
3 октября 2018 года стало известно, что роль Харли Квинн отдана Куоко, в то время как Ядовитого Плюща будет озвучивать Лейк Белл. Алан Тьюдик озвучивает Джокера и Глиноликого, Рон Фанчес — Короля Акул, Джей Би Смув — Фрэнка Растение, Джейсон Александер — Сая Боргмана, Ванда Сайкс — Королеву Сказок, Джанкарло Эспозито — Лекса Лютора, Натали Моралес — Лоис Лейн, Джим Раш — Загадочника, Дидрих Бадер — Бэтмена, повторяя свою роль из мультсериала «Бэтмен: Отважный и смелый», Тони Хейл — Доктора Психо, а Кристофер Мелони — Джеймса Гордона. Вскоре после этого Рахул Коли объявил, что будет озвучивать Пугало. В июне 2019 года стало известно, что Сэна Латан озвучивает Женщину-кошку, описанную как афроамериканку. 24 июля 2019 года стало известно, что Ванесса Маршалл повторит свою роль Чудо-женщины из мультфильмов «Лига Справедливости: Кризис двух миров» и «Лига справедливости: Парадокс источника конфликта». На следующий день TV Guide объявил, что ветеран озвучивания Чарли Эдлер стал режиссёром дополнительной озвучки, а Шумакер и Лори — режиссёрами основной озвучки. В феврале 2020 года Альфред Молина был объявлен как актёр озвучки Мистера Фриза. В апреле 2020 года Шумакер подтвердил, что Майкл Айронсайд повторит свою роль Дарксайда из Анимационной вселенной DC и видеоигры «Lego DC Super-Villains».
В июне 2021 года Сэм Ричардсон присоединился к актёрскому составу для третьего сезона. В марте 2022 года Джеймс Ганн объявил, что озвучит самого себя в третьем сезоне; шоураннеры, знающие о том, что Ганн является фанатом шоу, написали ему в Твиттер с предложением появления. Ганн записывал свои реплики удалённо, находясь в Ванкувере, Канада, на съёмках сериала «Миротворец», работа над которым велась параллельно с третьим сезоном. В том же месяце Харви Гильен получил роль Найтвинга.

### Музыка
Джефферсон Фридман написал музыку к сериалу. Лейбл WaterTower Music выпустил альбомы саундтреков к первым двум сезонам 21 августа 2020 года.

## Премьера
Премьера «Харли Квинн» состоялась на сервисе DC Universe 29 ноября 2019 года. 3 октября 2018 года, перед New York Comic Con, был опубликован тизер-трейлер с участием Харли, Ядовитого Плюща и Бэтмена в Аркхеме. Полноценный трейлер, в котором прозвучала кавер-версия заглавной темы «Шоу Мэри Тайлер Мур» от Джоан Джетт, был представлен 20 июля 2019 года, что совпало с панелью на San Diego Comic-Con International.
8 декабря 2019 года первый эпизод был показан на телеканале TBS. 3 мая 2020 года началась трансляция первого сезона на телеканале Syfy. Сериал также выходил в Канаде на местном Adult Swim, новые эпизоды на котором транслировались через неделю после премьеры в США. Начиная с 7 мая 2020 года, сериал транслировался в Великобритании и Ирландии на телеканале E4. Мультсериал появился на HBO Max 1 августа 2020 года. В США в ночь с 7 на 8 августа 2021 года первый сезон был показан в формате марафона в телевизионном блоке Toonami на Adult Swim. 23 июня 2022 года началась трансляция сериала на телеканале TNT. В восточной Европе сериал стал доступен 8 марта 2022 года на HBO Max.
Премьера второго сезона состоялась 3 апреля. Во время DC FanDome в 2020 году была выпущена короткометражка, в которой Харли отвечает на вопросы фанатов. Премьера первых трёх эпизодов третьего сезона состоялась на HBO Max 28 июля 2022 года. В августе 2022 года было объявлено о начале работы над четвёртым сезоном, премьера которого состоялась 27 июля 2023 года на стриминговом сервисе Max. Пятый сезон начался 16 января 2025 года.

## Реакция

### Критика
Первый сезон мультсериала был хорошо встречен критиками. На сайте Rotten Tomatoes его рейтинг свежести 88 %, на сайте Metacritic — 82 балла из 100.
Рейтинг свежести второго сезона равен 100 % на основе 20 рецензий со средней оценкой 9/10.

### Награды и номинации
| Награда                                 | Дата вручения   | Категория                                               | Номинанты и получатели                                                   | Результат | П.            |
| --------------------------------------- | --------------- | ------------------------------------------------------- | ------------------------------------------------------------------------ | --------- | ------------- |
| Энни                                    | 25 января 2020  | Лучшая анимационная телепрограмма для широкой аудитории | «Харли Квинн»                                                            | Номинация | [ 67 ]        |
| Autostraddle Gay Emmys                  | Сентябрь 2020   | Лучший анимационный сериал                              | «Харли Квинн»                                                            | Номинация | [ 68 ]        |
| Autostraddle Gay Emmys                  | Сентябрь 2021   | Лучший анимационный сериал                              | «Харли Квинн»                                                            | Номинация | [ 69 ]        |
| Autostraddle Gay Emmys                  | Сентябрь 2021   | Лучшая серия на ЛГБТ-тематику                           | «Что-нибудь старое, что-нибудь новое, что-нибудь зелёное»                | Номинация | [ 69 ]        |
| Critics’ Choice Super Awards            | 10 января 2021  | Лучший анимационный сериал                              | «Харли Квинн»                                                            | Номинация | [ 70 ]        |
| Critics’ Choice Super Awards            | 10 января 2021  | Лучшая актриса в анимационном сериале                   | Кейли Куоко                                                              | Победа    | [ 70 ]        |
| Critics’ Choice Super Awards            | 10 января 2021  | Лучший актёр в анимационном сериале                     | Джей Би Смув                                                             | Номинация | [ 70 ]        |
| GLAAD Media Awards                      | 8 апреля 2021   | Лучший комедийный сериал                                | «Харли Квинн»                                                            | Номинация | [ 71 ] [ 72 ] |
| Энни                                    | 16 апреля 2021  | Лучшая анимационная телепрограмма для широкой аудитории | «Харли Квинн»                                                            | Номинация | [ 73 ]        |
| Энни                                    | 16 апреля 2021  | Лучший сценарий для анимационной телепрограммы          | Сара Питерс за «Что-нибудь старое, что-нибудь новое, что-нибудь зелёное» | Номинация | [ 73 ]        |
| Hollywood Critics Association TV Awards | 22 августа 2021 | Лучший анимационный сериал или телефильм                | «Харли Квинн»                                                            | Победа    | [ 74 ]        |
| Dorian TV Awards                        | 29 августа 2021 | Лучший анимационный сериал                              | «Харли Квинн»                                                            | Номинация | [ 75 ]        |

## Спин-офф
18 июля 2024 состоялась премьера мультсериала спин-оффа «Кайтмен: Чёрт возьми, да!», где в центре повествования находится Кайтмен и его новая девушка Золотой Глайдер. Первый сезон состоял из десяти эпизодов. Оберг вернулся к озвучиванию своего персонажа.